# Čertova skala (Góry Lubowelskie)

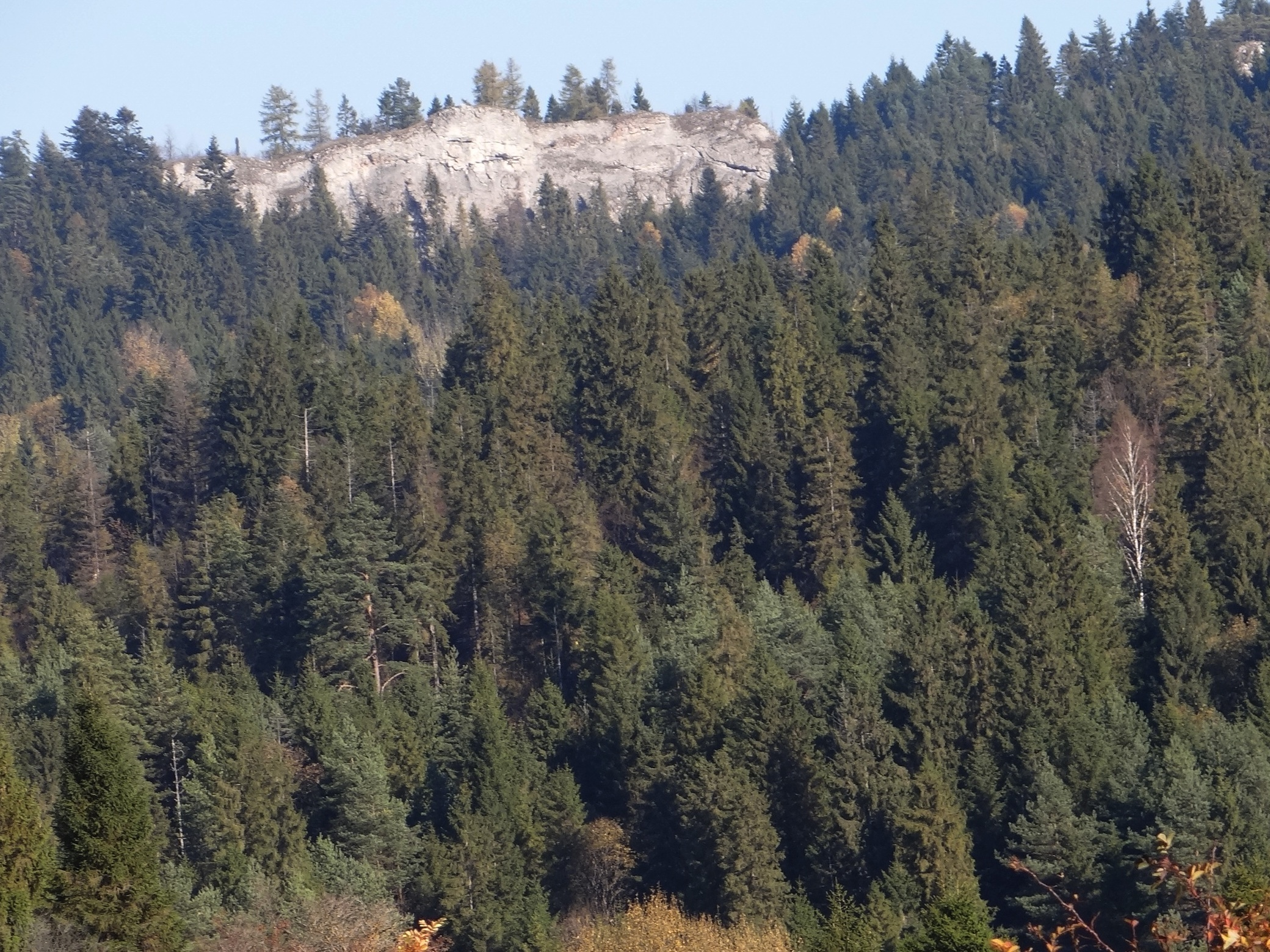

Čertova skala – duża, wystająca ponad lasem skała wznosząca się na południowo-zachodnich stokach wzniesienia Čierťaž (837 m) w miejscowości Jarzębina (Jarabina). Znajduje się w górnej części Jarzębińskiego Przełomu utworzonego przez potok Mały Lipnik. Słowacy region ten zaliczają do Gór Lubowelskich, w najnowszej polskiej regionalizacji należy on do Pogórza Popradzkiego.
Čertova skala zbudowana jest z dolomitów i wapieni charakterystycznych dla Pienin. Skały tego typu znajdują się również w zachodniej, przylegającej do Pienin części Gór Lubowelskich. Od północnej strony Čertova skala wznosi się ok. 10 m nad otaczający teren i łatwo na nią wejść, natomiast na południową stronę, do doliny Małego Lipnika opada długą, niemal pionową ścianą o wysokości ok. 20–30 m.
Obok Čertovej skaly prowadzi znakowany szlak turystyczny. Jego dolna część wiedzie wąwozem Jarzębiński Przełom, górna dużymi łąkami, z których roztacza się szeroka panorama widokowa: na północ na Beskid Sądecki, na południe i zachód aż po Tatry.

## Szlak turystyczny
Jarabina – Jarzębiński Przełom – Čertova skala – Čierťaž – Vabec. Czas przejścia: 2h